# Ichneumon foxleei
Ichneumon foxleei är en stekelart som beskrevs av Heinrich 1961. Ichneumon foxleei ingår i släktet Ichneumon och familjen brokparasitsteklar. Inga underarter finns listade i Catalogue of Life.